# سیندا ویلیامز
سیندا ویلیامز (به انگلیسی: Cynda Williams) (زاده ۱۷ مهٔ ۱۹۶۶) بازیگر آمریکایی است.
از فیلم‌های معروف او می‌توان به بازی در فیلم بهترین بلوز و معرفی دوروتی دندریج اشاره کرد.